# Bem (serie animata)
Bem (妖怪人間ベム?, Yōkai ningen Bemu), meglio nota in Italia come Bem il mostro umano, è una serie televisiva anime dell'orrore, fra i primi del genere, creata nel 1968 da Saburo Sakai e Nobuhide Morikawa e trasmessa in 26 episodi della durata di 25 minuti ciascuno tra l'ottobre del 1968 e l'aprile del 1969. Della serie, inoltre, è stato creato anche un manga pubblicato dall'editore giapponese Kōdansha.
Per i dettagli truculenti al limite dello splatter ebbe numerosi problemi in Giappone per le proteste di gruppi di genitori. Degna di nota anche la colonna sonora, una serie di brani jazz scritti per la serie. Esiste anche una seconda serie del 1982 composta da soli due episodi, che in Italia e in Giappone non sono mai stati trasmessi ma sono stati distribuiti solamente in DVD.
Sono stati realizzati due remake animati, nel 2006 e nel 2019, e nel 2011 ne è stata realizzata una versione dorama in 10 puntate dal titolo Yōkai ningen Bem con Kazuya Kamenashi che impersona Bem.

## Trama
(Intro in tutti gli episodi.)
I tre protagonisti, Bem, Bera e Bero, sono mostri dalle sembianze terrificanti ma animati da un profondo senso di giustizia. In un'atmosfera cupa e lugubre, popolata da creature orribili e uomini malvagi, i tre iniziano il loro viaggio alla ricerca di un modo per diventare esseri umani, rischiando costantemente la propria vita per difendere i più deboli e annientare le forze del male.

## Personaggi
Bem, Bera e Bero sono nati in seguito a un esperimento genetico. I tre di solito viaggiano mutando forma a seconda delle situazioni in cui si vengono a trovare, in modo da assomigliare il più possibile a persone normali. Tuttavia questa trasformazione li priva di parte della loro forza, ed in tal modo non è mai perfetta, in quanto ciascuno dei tre ha alcuni segni che lo identificano come non umano. Uno è comune a tutti e tre, ovvero avere tre dita per mano.
Bem (ベム?)
Doppiato da: Kiyoshi Kobayashi (anime 1968, ed. giapponese), Gino Pagnani (anime 1968, ed. italiana 1982), Alessandro Rossi (anime 1968, ed. italiana 2002), Kazuhiko Inoue (anime 2006), Katsuyuki Konishi (anime 2019)
Il suo aspetto umano è quello di un uomo di mezza età, alto e massiccio. L'unico segno della sua mostruosità in questa forma sono gli occhi gialli privi di pupilla. Usa un bastone da passeggio come arma.
Bera (ベラ?)
Doppiata da: Hiroko Mori (anime 1968, ed. giapponese), Daniela Gatti (anime 1968, ed. italiana 1982), Serena Verdirosi (anime 1968, ed. italiana 2002), Kaori Yamagata (anime 2006), Mao Ichimichi (anime 2019)
Il suo aspetto umano riassume i cliché della rappresentazione dei vampiri, ovvero pallore estremo e canini appuntiti. Usa una frusta come arma.
Bero (ベロ?)
Doppiato da: Mari Shimizu (anime 1968, ed. giapponese), Marco Joannucci (anime 1968, ed. italiana 1982), Simone Crisari (anime 1968, ed. italiana 2002), Ai Horanai (anime 2006), Kenshō Ono (anime 2019)
Ha la forma d'un bambino umano.

## Produzione e trasmissione

### Bem il mostro umano (1968)
La serie è stata prodotta nel 1968 e trasmessa in 26 episodi della durata di 25 minuti ciascuno dalla televisione giapponese tra l'ottobre del 1968 e l'aprile del 1969. La serie non possiede un finale vero e proprio, semplicemente la voce narrante parla di altre avventure nelle quali i protagonisti si cimenteranno. Venne trasmessa in Italia la prima volta da Rete 4 il 6 gennaio 1982 con il titolo Bem, parzialmente censurata a causa dei contenuti ritenuti troppo cruenti, e in seguito ha avuto sporadiche apparizioni su reti locali. Dopo molti anni è stata trasmessa su MTV nel 2002 con un nuovo doppiaggio e il titolo Bem il mostro umano. Infine è andata in onda il 26 agosto 2021 su Supersix. La sigla italiana Bem è stata composta e cantata da Nico Fidenco e un coro di bambini. Come omaggio all'anime, nel videoclip di Caparezza Goodbye Malinconia appare il 45 giri della sigla di Bem. La serie è stata rimasterizzata in DVD e distribuita in Italia dalla Dynit.

### Bem il mostro umano parte II (non prodotta, 1982)

DVD della seconda serie (1982)

Una serie animata di 26 episodi fu pianificata nel 1982. È stata pianificata e prodotta da Daiichi Broadcasting così come il primo lavoro, ma poiché la Daiichi Douga si era già sciolta, la produzione dell'animazione è stata curata dalla Topcraft.
Rispetto alla prima opera, il design dei personaggi ha un'espressione più morbida (Bem è meno mostruoso, mentre Bera e Bero sono più graziosi) e la narrazione è stata corretta da uno stile apolide a uno stile medievale. Nella proposta la storia era ambientata nel nord Europa dalla metà del XIX secolo al XX secolo.
Due episodi, L'olmo che chiama il sangue e Il mostro della città innevata sono stati prodotti come versioni pilota, ma il progetto è stato abbandonato a causa di varie circostanze. Inoltre, furono confermati la sceneggiatura e lo storyboard del terzo episodio: Il cane, la mummia e i mostri.
In Giappone, il 21 ottobre 1992, MERIDA pubblicò un LD-BOX da 7 dischi "Yokai Ningen Bem Special Collection" (venduto da Happiness Corporation) includendo i due episodi pilota come filmati bonus. Nel 2005 furono trasmessi in televisione.
In Italia, i due episodi pilota sono stati pubblicati il 30 settembre 2004, in DVD, in versione sottotitolata dalla Dynit.

### Bem il mostro umano II (remake 2006)
(Intro in tutti gli episodi.)
Nell'aprile 2006 è stato realizzato Bem il mostro umano II (妖怪人間ベム?), remake della serie originale con gli stessi protagonisti a cui danno voce gli attori Kazuhiko Inoue (Bem), Kaori Yamagata (Bera) e Ai Horanai (Bero). Per quanto riguarda l'animazione completamente nuova, prodotta per la prima volta in 38 anni dalla messa in onda dell'opera precedente (24 anni dopo aver conteggiato il seguito incompiuto "Parte II" descritto in sovraimpressione), se n'è incaricato lo Studio Comet; mentre è stato prodotto dalla NAS, SPE e Avex Group. Poiché è stato prodotto quasi 40 anni dopo l'opera precedente, è stato allestito in vari modi per soddisfare i moderni standard di trasmissione. I principali punti di disposizione sono i seguenti:
- Modificato il numero di dita nella forma umana di Bem, Bera e Bero da 3 a 5. Per questo motivo nell'anime viene riferito che Bera fosse sposata in passato, proprio come gli umani.
- Modificata parte della narrazione di apertura.
- Gli aspetti umani sono stati progettati per essere un po' più morbidi (carini) per renderli più accettabili agli spettatori attuali, proprio per questo Kira e gli altri ragazzi (anche se diffidenti quest'ultimi) accettano il brutto aspetto reale di Bero.
- Gli episodi non sono autoconclusivi.

### Bem (remake 2019)

Logo della serie

Per commemorare il cinquantesimo anniversario della serie, nel 2019 venne realizzato un altro remake intitolato Bem prodotto da LandQ Studios, scritto da Atsuhiro Tomioka e diretto da Yoshinori Odaka. Il design dei personaggi e la direzione della personalità sono stati organizzati per essere moderni al momento della trasmissione. Inoltre, per le tre forme umane presenti in quest'opera, c'è un essere umano che è il creatore di ciascuna di esse, e questo è menzionato nell'opera.
La storia è ambientata nell'enorme città portuale di Libra City, delimitata da un enorme ponte di collegamento e l'Upper Side, un centro politico ed economico fiancheggiato da grattacieli, che sta diventando sempre più immorale a causa della corruzione della polizia e della criminalità. A prima vista sembra una città normale, tuttavia ci sono esseri soprannaturali e un'organizzazione centrale che opera dietro le quinte.
La serie si è conclusa il 2 ottobre 2020 con il lungometraggio anime Bem – Become human.
Lo staff è stato completamente rinnovato, ad eccezione della sceneggiatura e Hiroshi Ikehata, che ha diretto il film ed è stato coinvolto nella versione della serie TV anime con il nome di "progetti cooperativi"; mentre Production I.G ha prodotto direttamente anche l'animazione.
Il lungometraggio eredita i personaggi, il cast principale e l'ambientazione della serie anime televisiva del 2019. La storia si svolge due anni dopo la sconfitta di Vega nell'episodio finale della serie.

## Analisi

### Origine e l'influenza tradizionale
La serie originariamente doveva avere un totale di 52 episodi, ma a causa di una decisione di Fuji TV, è stata ridotta della metà a 26 episodi (tutti gli episodi sono autoconclusivi eccetto il venticinquesimo e il ventiseiesimo). Secondo il produttore di Fuji TV, Koji Bessho, il motivo della riduzione era che il programma Star Sen-Ichiya avrebbe iniziato la riorganizzazione dell'intero programma di Fuji TV (più precisamente, sarebbe stato spostato dalla fascia oraria delle 21:00). Nobuhide Morikawa ipotizza che questo potrebbe essere dovuto al crollo del business dei personaggi dovuto alla spaventosità dei personaggi.
Il produttore Kazuo Kusano ha deliberatamente deciso di realizzare un seguito anche dopo che la serie animata è stata cancellata. Pertanto, ha deciso di dare all'ultimo episodio un finale ambiguo e, un mese dopo la fine della trasmissione, ha pianificato gli episodi dal ventisettesimo in poi come sequel chiamato "Bem il mostro vivente". Nonostante sia stato trasmesso in diverse emittenti televisive, non è mai stato trasmesso ufficialmente. Dopo questo lavoro, la Daichi Doga si sciolse.
La produzione è stata gestita da Daiichi Doga, la divisione di animazione dell'agenzia pubblicitaria Daiichi Kikaku (in seguito ADK Group). La Daiichi Doga Animation era composta da persone della Toei Animation e di TCJ (in seguito Aiken), e lo staff di animazione giapponese della Daiichi Animation fu trasferito in Corea. Questo sistema di produzione è in gran parte responsabile dello stile apolide, che non è familiare al Giappone. Il direttore dell'animazione Nobuhide Morikawa, ha affermato che, a causa di questa storia di produzione, si tratta di "praticamente un anime reimportato", infatti l'anime Fantaman, anch'esso prodotto da Daichi Doga Animation, è stato prodotto con un sistema simile (difatti il protagonista è Bem, e non Bero come erroneamente si crede, poiché si riallaccia al cartone Fantman), quindi anch'esso ha un senso di apolidia.
Con l'intenzione di esportarlo fuori dal Giappone, il design e l'ambientazione d'epoca si ispirano all'Europa del XIX e XX secolo. Ricevettero anche consigli da acquirenti americani, incluso il cambiamento del colore dei vestiti di Bero, che originariamente erano verdi, in rosso. Sebbene la serie non sia andata in onda negli Stati Uniti, è stata trasmessa in Corea del Sud e Australia.

### Antefatti dell'origine dei personaggi
Nel prologo della serie del 1982 "Bem il mostro umano parte II", mai pubblicata in Italia, un certo scienziato, il cui scheletro giace su una poltrona, aveva tentato di creare esseri umani, dei supereroi, per aiutare l'umanità. Tuttavia, muore prima di poter realizzare questo suo desiderio, e le creature che crea sono tutto fuorché gradevoli nell'aspetto.

### Tematiche profonde nella serie
(Ep. 06, La candela del diavolo)
Nonostante le numerose censure (a causa di abbondanti scene cruente) nel corso degli anni, l'anime affronta temi oscuri e misteriosi come il satanismo ma in chiave pedagogica. Infatti nell'episodio 23 La rappresentazione diabolica Bem, affronta e sconfigge il diavolo.
(Ep. 23, La rappresentazione diabolica)
Oltre a ciò, la serie affronta temi profondi come: la ricerca dell’umanità, il ruolo dei mostri nella società, la discriminazione, la solitudine, l'amicizia, l’accettazione di sé e la difficile ricerca dell’identità. Tali tematiche vengono tratte anche dalle fiabe, come nel caso del secondo episodio pilota del 1982 Il mostro della città innevata, la cui trama si ispira a la piccola fiammiferaia.

### Riferimenti culturali
La serie Bem il mostro umano è una serie nota per i suoi numerosi riferimenti culturali che spaziano dalla storia alla letteratura, dalla religione al cinema.
Ad esempio, nell'episodio Il museo degli orrori, viene citata la Rivoluzione Francese attraverso la storia di una donna ghigliottinata, evocando l'epoca del Terrore. Un altro episodio presenta un ufficiale che ricorda un nazista che maltratta donne in un campo di concentramento, richiamando alla memoria le atrocità del Nazismo.
La serie fa anche uso di riferimenti cinematografici, come quando la trama si ispira al film La Maschera di Cera, richiamando l'atmosfera gotica e macabra del film. I riferimenti letterari sono altrettanto presenti: un episodio richiama gli abitatori del profondo descritti nei racconti di H.P Lovecraft, mentre un altro episodio ricorda la trama di Beowulf, introducendo elementi di eroismo e mito.
La serie incorpora anche leggende tradizionali come quella del licantropo e credenze giapponesi dove gli uccelli, come i corvi, sono considerati spiriti maligni. Infine riferimenti religiosi sono presenti con sacerdoti, preti e monaci che riescono a imprigionare i demoni minacciosi, sottolineando la lotta tra bene e male e il potere della fede. Questi vari riferimenti culturali arricchiscono la narrazione, rendendo la serie profonda e sfaccettata.

## Dorama
Nel 2011 è stato prodotto Yōkai ningen Bem (妖怪人間べム?), un dorama in 10 episodi ispirato alla serie anime.